# 三股里
三股里位於臺灣臺南市七股區西端沿海地區，在曾文溪國姓橋以北。
本里屬濱海地區，地形多為潮汐灘地、沙洲、潟湖，沿岸多紅樹林，為候鳥群聚棲息之地，附近的曾文溪出海口溼地更是瀕臨絕種鳥類－黑面琵鷺全球最重要的棲息地。
氣候上屬熱帶季風氣候，產業則以農業（稻、蔥、蒜、香瓜、番茄）、漁業（虱目魚、蛤蠣、蚵仔、近海捕魚、撈魚等……）為主。
在沿海地區設有六孔碼頭可以提供旅客往返遊七股潟湖，也是近期市府主要發展「赤喙仔田」活動的主要區域，並且設有台江國家公園管理處六孔管理站暨遊客中心

## 歷史
三股里在過去是荒地，由三位先人黃當，黃我，黃己，來這裡開墾，就三個人合股在此開墾，所以才會取其意，命名為「三股村」。
在2010年12月25日臺南縣市合併升格後將三股村改稱三股里。

## 交通

### 地理位置
- 三股里範圍

### 省道/快速道路
本村近台17線由南北雙向各有一間台糖加油站的十字路口，向西行南38線則會進入本村外環道路，並會經過三股國小，在循路直行則會到達三股橋頭海產街的餐廳區。
而此商圈臨接著 台61線向北直行可達鹽山、布袋等往嘉義行駛。

### 區道
- 區道南39線：七股區三股 - 七股區十份里五塊寮
- 區道南39-1線：七股區三股 - 七股區永吉

### 大台南公車
| 編號 | 營運業者 | 路線                     | 備註                                     |
| ---- | -------- | ------------------------ | ---------------------------------------- |
| 藍21 | 興南客運 | 佳里－義合－九塊厝       | - 週二、四、六部分班次繞駛佳里榮民之家。 |
| 藍22 | 興南客運 | 佳里－七十二份－九塊厝   |                                          |
| 藍23 | 興南客運 | 安平工業區－海尾－九塊厝 |                                          |